# Nikita Trubetskoj (död 1608)
Nikita Romanovitj Trubetskoj (ryska: Никита Романович Трубецкой), död 1608, var en rysk militär, bojar och vojvod. 
Trubetskoj utmärkte sig i kriget med svenskarna och försvarade med stor tapperhet Novhorod-Siverskyj mot den falske Dmitrij.